# L'allegro inganno
L'allegro inganno (The Gay Deception) è un film del 1935 diretto da William Wyler.

## Trama
Mirabel Miller, dattilografa in una cittadina di provincia degli Stati Uniti, vince alla lotteria un'importante somma di danaro, e decide di spenderla tutta assumendo per quanche tempo uno stile di vita che le sue precedenti (e probabilmente successive) magre finanze non le consentivano: si trasferisce quindi in una lussuosa suite dell'hotel Walsdorf-Plaza di New York.
Un dipendente del lussuoso albergo, un facchino conosciuto nel suo ambiente di lavoro – caratterizzato da una forte gerarchizzazione e conseguente spersonalizzazione – come "Numero 14", viene licenziato, in conseguenza di un suo non proprio corretto – ma in un certo senso anche creativo –  rapporto con la clientela, ed in particolare appunto con l'appena giunta Mirabel.
Appare però che Numero 14 non è nient'altri che il principe Alessandro dell'esotico paese di Alessandra, che  - con l'intenzione di incentivare il turismo in patria – si era fatto assumere per studiare in prima persona l'organizzazione dei grandi hotel americani. Quando egli, dopo il licenziamento, si presenta presso il console di Alessandra a New York, questi rimane sconcertato: l'arrivo ufficiale del principe in America era infatti stato programmato solo per qualche tempo dopo, ed una fastosa cerimonia di accoglienza era stata preparata per l'occasione. 
Il principe rassicura il console Semanek: farà il suo ingresso trionfale in città per la data stabilita, ma nel frattempo aveva bisogno – anche per continuare a vedere Mirabel, della quale si era invaghito - di rientrare nei ranghi dei dipendenti del Walsdorf. Una telefonata all'ambasciata alessandrana di Washington, alcuni pezzi grossi che si muovono, e il direttore è costretto a riassumere Numero 14, e più di una volta: prima come cameriere, poi come lift. Ed in entrambi i casi egli assume con Mirabel un atteggiamento che per la giovane è insieme irritante ed intrigante.
Un grande ballo è programmato nel grande salone dell'albergo, organizzato dalla snob Cordelia Channing, e dalla sua cricca di amici riccastri, tutti ospiti del Walsdorf - che non avevano mancato di umilare Mirabel per il suo stato sociale proletario – e l'ospite d'onore dell'evento sarebbe stato proprio Alessandro di Alessandra: grande smacco per la Channing, quindi, quando ella scorge Mirabel arrivare accompagnata da (colui che tutti credono essere) il principe. Mirabel è ancora convinta che Numero 14 stia bluffando – egli le aveva detto di essere veramente il principe - , e se ne convincono poi tutti quando appare che l'uomo – per vestire qualcosa di adatto alla situazione e dismettere l'uniforme servile - ha sottratto preziosi capi di abbigliamento ad alcuni ospiti dell'albergo.
Di conseguenza, Numero 14/Alessandro finisce in cella. Mirabel vi accorre, vorrebbe farlo scarcerare, ed ode un secondino dire che solo l'intervento di una persona altolocata avrebbe potuto toglierlo di galera. Per questo motivo, per cercare l'aiuto di un personaggio altolocato, ella si reca l'indomani (giorno ufficiale dell'entrata di Alessandro in città) al pomposo sbarco del principe, che il console Semanek intanto aveva fatto scarcerare. Solo allora la donna si rende conto che Numero 14 ed il principe Alessandro sono la stessa persona.
I due si reincontrano all'interno della cabina ascensore del Walsdorf, e si baciano. Probabilmente Mirabel, dopo aver dilapidato una piccola fortuna, non dovrà tornare a fare la dattilografa. 

## Produzione
Il film fu prodotto dalla Fox Film Corporation con il titolo di lavorazione April Folly.

## Distribuzione
Il copyright del film, richiesto dalla Twentieth Century-Fox Film Corp., fu registrato il 13 settembre 1935 con il numero LP5991.
Distribuito dalla 20th Century Fox, il film uscì nelle sale cinematografiche USA il 13 settembre 1935.